# Paphiopedilum frankeanum
Paphiopedilum frankeanum là một loài thực vật có hoa trong họ Lan. Loài này được Rolfe mô tả khoa học đầu tiên năm 1908.